# Anthurium yungasense
Anthurium yungasense är en kallaväxtart som beskrevs av Thomas Bernard Croat och Acebey. Anthurium yungasense ingår i släktet Anthurium och familjen kallaväxter. Inga underarter finns listade.